# Esteve Prat de la Riba i Magarins
Esteve Prat de la Riba i Magarins (Castellterçol, Moianès, 1843-1898) va ésser pare d'Enric Prat de la Riba i Sarrà.
Fou un home de conviccions liberals, batlle de Castellterçol i seguidor de les opcions polítiques del liberal Sagasta. Es va casar amb Maria Sarrà, filla d'Antoni Sarrà i de Rosa Rosàs a la capella del mas Sarrà.
Dins del moviment catalanista, fou subscriptor de La Renaixensa, signà el Missatge a la Reina Regent (1888) i va ésser nomenat delegat a l'Assemblea de Manresa (1892).